# Герб комуни Карлскруна
Герб комуни Карлскруна (швед. Karlskrona kommunvapen) — символ шведської адміністративно-територіальної одиниці місцевого самоврядування комуни Карлскруна.

## Історія
Місто Карлскруна отримало герб королівським затвердженням 1943 року. Герб комуни зареєстровано 1974 року. 
Після адміністративно-територіальної реформи, проведеної в Швеції на початку 1970-х років, муніципальні герби стали використовуватися лишень комунами. Тому тепер цей герб представляє комуну Карлскруна, а не місто.

## Опис (блазон)
У синьому полі якір під короною та з монограмою «СС ХІ», всі фігури золоті.

## Зміст
Місто назване на честь короля Карла XI, тому несе його монограму. Якір вказує на розташування тут порту.